# 坪井善道
坪井善道（つぼいよしみち、1941年- ）は、日本の建築系都市計画学者、都市計画家。日本大学名誉教授。一般財団法人　建築・まちづくり協力研究所理事・研究主幹。
一級建築士・管理建築士。博士 (工学）。福岡県福岡市生まれ。父は東京大学名誉教授の構造家坪井善勝。兄は坪井善昭東京芸術大学名誉教授。

## 経歴
1965年、日本大学理工学部建築学科卒業。卒業論文は東京大学生産技術研究所教授の川股重也のもとで「壁式アパートを四階から五階にするための理論と実験」について。1967年、日本大学大学院理工学研究科建設工学専攻修士課程修了。市川清志に師事(「大都市の構造」を修士論文のテーマにした。)。
大学院修了後、丹下健三・都市建築設計研究所（URTEC、現・丹下都市建築設計）に10年弱在職。国内外の都市・建築の計画設計に従事。1976年退社後、日本大学生産工学部建築工学科専任講師。その後1984年同校助教授。1995年 博士（工学）の学位取得を経て、1996年同大学教授に就任。2011年定年退職後、日本大学生産工学研究所上席研究員、同大学非常勤講師を務める。
2009年建築,まちづくり協力研究所 理事。2012年同研究所 一級建築士事務所 管理建築士。
建築作に横浜の家、草津の家等。第12回「まちの活性化・都市デザイン競技」宇都宮市長特別賞 第21回「すまい・まちづくり設計競技 財団法人住宅生産振興財団会長賞　

## 委員
2001年から2003年まで、日本建築学会理事同学会代議員、2000年から2008年まで、日本都市計画学会評議員、日本建築家協会（JIA）監事。
木更津市都市計画審議会委員兼会長。木更津市都市計画マスタープラン策定委員会検討委員兼委員会会長。八千代市建築審査会委員兼委員会会長。

## 会員
日本建築学会会員、日本都市計画学会会員、東京建築士会会員、自治体関連委員会委員

## 著書
- 都市の計画と設計  共立出版株式会社   2002年
- 都市の計画と設計　第2版 共立出版株式会社   2008年
- 都市化の現状と将来 大明堂   1995年